# Barilius ardens
Espèce
Barilius ardens est une espèce de poissons de la famille des Cyprinidae. Il a été découvert dans le système fluvial de Seetah-Swarna, au sein des Ghats occidentaux, en Inde.

## Systématique
L'espèce Barilius ardens a été initialement en 2015 par J. D. Marcus Knight (d), Ashwin Rai (d), Ronald K. P. D’Souza (d) et Balaji Vijaykrishnan (d).

## Distribution et habitat
Barilius ardens est un poisson d'eau douce qui se rencontre dans les rivières Seetah, Swarna et leurs affluents qui s'écoulent au sein des Ghats occidentaux, en Inde.

## Description
Il peut mesurer jusqu'à environ 9 cm. Plusieurs grandes taches bleuâtres et allongées sont visibles sur son flanc.

## Publication originale
- (en) J. D. Marcus Knight, Ashwin Rai, Ronald K. P. D’souza et Balaji Vijaykrishnan, « Barilius ardens (Teleostei: Cyprinidae), a new species from the Western Ghats, India, with redescription of B. malabaricus and B. canarensis », Zootaxa, Magnolia Press (d), vol. 3926, no 3,‎ 6 mars 2015, p. 396–412 (ISSN 1175-5334 et 1175-5326, OCLC 49030618, PMID 25781791, DOI 10.11646/ZOOTAXA.3926.3.5).